# Charlie Cooke
Charlie Cooke (St Monans, 14 ottobre 1942) è un ex calciatore e allenatore di calcio scozzese.

## Carriera

### Giocatore

#### Club
Ha giocato nella prima divisione scozzese ed in quella inglese, oltre che nella NASL.
Dal 1976 al 1978 è in forza ai L.A. Aztecs, franchigia della NASL, con cui raggiunse come miglior piazzamento le semifinali playoff nella North American Soccer League 1977, perse contro i Seattle Sounders.

#### Nazionale
Ha giocato nella nazionale scozzese.

### Allenatore
Cooke è stato allenatore dei Wichita Wings ed è il fondatore e direttore della Charlie Cooke Soccer School con sede a Cincinnati.

## Palmarès

### Giocatore

#### Competizioni regionali
- Forfarshire Cup: 1

Dundee: 1965-1966

#### Competizioni nazionali
- Coppa d'Inghilterra: 1

Chelsea: 1969-1970

#### Competizioni internazionali
- Coppa delle Coppe: 1

Chelsea: 1970-1971